# Bitwa pod Frankenhausen
Bitwa pod Frankenhausen (niem. Schlacht bei Frankenhausen) – decydująca bitwa w czasie wojny chłopskiej w Niemczech, która odbyła się 15 maja 1525 w pobliżu Frankenhausen w Turyngii.
Powstańcy – słabo uzbrojeni turyngeńscy chłopi – pod przywództwem radykalnego teologa, czołowego działacza anabaptyzmu, Thomasa Müntzera, zostali pokonani przez wojska księcia Saksonii Jerzego Brodatego i landgrafa Hesji Filipa Wielkodusznego. W czasie bitwy zginęło około 6 tysięcy powstańców, a z około 600 wziętych do niewoli 300 ukarano śmiercią już 16 maja przed ratuszem we Frankenhausen. Sam Müntzer, za którego głowę wyznaczono nagrodę, został ujęty, następnie torturowany w celu wydobycia obciążających zeznań i ścięty 27 maja 1525 w Mühlhausen.

## Upamiętnienie bitwy
Literacki obraz bitwy znajduje się w powieści Q. Taniec śmierci autorstwa Luthera Blissetta.
W Bad Frankenhausen/Kyffhäuser w 1989 otwarto muzeum Panorama Museum, poświęcone Thomasowi Müntzerowi i wojnie chłopskiej w Niemczech mieszczące panoramę bitwy, namalowaną przez Wernera Tübkego.